# 阮玉靜好
阮玉靜好（越南语：／；1822年—1848年），阮朝绍治帝长女，生母儀天章皇后范氏姮，嗣德帝胞姐。

## 生平
明命五年（1824年），阮玉靜好出生。自幼聪颖好学，有孝心，侍奉曾祖母順天高皇后，博得宮中稱讚。紹治六年（1846年）正月，下嫁駙馬都尉阮文宁。阮文宁是掌府事太保弘忠侯阮文仲之子。同年五月，她被册封为延福公主（越南语：／）。嗣德元年（1848年），公主去世，享年二十五岁，谥端雅。
嗣德二十三年（1870年），駙馬阮文寧病故。

## 册文
紹治六年（1846年），晉封延福公主冊文：
維紹治陸年歲次丙午五月乙卯朔越拾貳日丙寅，承天興運，皇帝若曰：
朕惟聖人立愛仁，特厚於親親；王者推恩禮，式隆夫貴貴。穀辰亶協，芝綍孔敭。朕祗紹前庥，茂綏繁祉。惇倫穆修齊之化，行慶弘敦錫之仁。睠惟第一公主靜好，乃朕之長女也，植性端明，秉心淵默。繡閨琣珩表淑，夙嫻內則之儀；榮門琴瑟諧和，允迪家人之吉。孝敬克敦夫雅範，寵褒宜賁於彜章。是用晉封為延福公主，錫之册命。尚其光受嘉名，恪循懿榘。動遵禮節，迪閨訓以無違；永荷眷庥，沐國恩于弗替。欽哉。
嗣德拾壹年陸月拾玖日改給

## 緬懷詩作
嗣德帝雖然兄弟姐妹不少，但同母的只有長姊阮玉靜好和早年夭折的三姊阮玉淵懿。所以他和長姊阮玉靜好的關係非常好。公主去世後，嗣德帝十分悼惜。公主去世當年，嗣德帝經過公主在宮中的舊宅，觸景傷情，作了三首詩來懷念她。
|        | 水流花謝大無情，光景教人暗自驚。 湘渚波沈瑤瑟響，秦樓雲擁玉簫聲。 徒悲泉壞千年恨，未贈桐圭一語榮。 含淚踟躕回首望，曉風莫奈逐篷輕。 |
| ——其一 | |

|        | 難求羽化逸僊才，人世誰能外七哀。 昔歲輦來歌吹動，今晨舟過蕙蘭摧。 閑雲聚散應無定，大夢歡悲卻幾回。 舊事不堪重說話，我心方寸盡成灰。 |
| ——其二 | |

|        | 精衛幽魂何處尋，經過遙弔碧波心。 常山池館花空落，沁水樓臺月自沈。 江作離聲傳曲渚，鴻驚失序怨寒林。 回看哀樂誠如夢，渺渺波濤思不禁。 |
| ——其三 | |

嗣德二年（1849年）春，嗣德帝前往祠堂祭奠延福公主，又作詩一首。
|  | 姊妹原非少，同胞只二人。 聞書曾為飽，煮粥未能親。 溫情憑誰共，憂勞獨我頻。 晚羞聊奠斚，見月倍傷神。 |

## 影視形象
| 演員   | 年份   | 影視作品 | 備註  |
| 黄雲英 | 2019年 | 《鳳扣》 | [ 3 ] |